# Kastriot Dermaku
Kastriot Luan Dermaku (n. 15 ianuarie 1992, Scandiano, Emilia-Romagna, Italia) este un fotbalist albanez care joacă pe postul de fundaș pentru clubul italian Cosenza și pentru echipa națională a Albaniei.

## Tinerețe
Dermaku s-a născut în Scandiano, în partea de nord-est a Italiei, ca fiul al lui Luan Dermaku, fost fotbalist profesionist, care a jucat ca atacant pentru Priștina alături de Fadil Vokrri.

## Cariera pe echipe

### Melfi
Dermaku a jucat pentru prima dată în echipa mare la începutul sezonului 2011-12, unde si-a făcut debutul în fotbalul profesionist pe 30 octombrie 2011 în meciul din etapa a treisprezecea împotriva lui Celano, jucând în ultimele 13 minute ale victoriei de acasă cu 4-0. Mai târziu, pe 4 decembrie, Dermaku a jucat în al doilea meci al sezonului, fiind titular într-o înfrângere scor 3-1 în deplasare la Paganese. A terminat primul sezon cu opt meciuri în campionat, în timp ce Federiciani au terminat sezonul pe locul 16 în Lega Pro 2.
În ultimul său sezon la Melfi, 2014-2015, Dermaku a fost numit căpitan al echipei. La 1 aprilie 2015, Dermaku a jucat în al o sutălea meci pentru club, marcând în victoria lui Melfi  din deplasare cu 2-3 cu Casertana.

### Empoli
La 15 mai 2015, Dermaku s-a transferat la Empoli semnând un contract pe trei ani cu clubul de Serie A. A fost văzut ca înlocuitor pentru Daniele Rugani care a plecat la Juventus.

## Cariera la națională

### Kosovo
La 31 august 2018. Dermaku a primit o convocare din partea naționalei statului Kosovo pentru meciurile din Liga Națiunilor UEFA 2018-2019 împotriva Azerbaidjanului și Insulelor Feroe, fiind rezervă neutilizată în primul meci. La 9 septembrie 2018, Dermaku a plecat de la lot după ce nu a fost numit titular nici în meciul cu Insulele Feroe și a optat să reprezinte Albania ca semn de răzbunare.

### Albania

#### Sub-21
La 30 ianuarie 2013. Dermaku a o convocare din partea naționalei Albaniei U21 pentru meciul amical împotriva Macedoniei U21 și-a făcut debutul intrând pe teren în minutul 66, în locul lui Gentian Durak.

#### Senior
La 2 octombrie 2018. Dermaku a primit o convocare din partea Albaniei pentru meciul amical împotriva Iordaniei și pentru meciul din Liga Națiunilor UEFA 2018-2019 împotriva lui Israel. La 10 octombrie 2018, el și-a făcut debutul pentru Albania în meciulamical împotriva Iordaniei, după ce a intrat în minutul 56 în locul lui Mérgim Mavraj.

## Statistici privind cariera

### Club
Începând cu 26 august 2018
| Club                | Sezon         | Campionat                  | Campionat | Campionat | Cupă    | Cupă   | Cupa Ligii | Cupa Ligii | Continental | Continental | Altele  | Altele | Total   | Total  |
| Club                | Sezon         | Divizie                    | Meciuri   | Goluri    | Meciuri | Goluri | Meciuri    | Goluri     | Meciuri     | Goluri      | Meciuri | Goluri | Meciuri | Goluri |
| ------------------- | ------------- | -------------------------- | --------- | --------- | ------- | ------ | ---------- | ---------- | ----------- | ----------- | ------- | ------ | ------- | ------ |
| Melfi               | 2011–2012     | Lega Pro Seconda Divisione | 8         | 0         | 0       | 0      | —          | —          | —           | —           | —       | —      | 8       | 0      |
| Melfi               | 2012–2013     | Lega Pro Seconda Divisione | 30        | 2         | 0       | 0      | —          | —          | —           | —           | —       | —      | 30      | 2      |
| Melfi               | 2013–2014     | Lega Pro Seconda Divisione | 31        | 2         | 0       | 0      | —          | —          | —           | —           | —       | —      | 31      | 2      |
| Melfi               | 2014–2015     | Lega Pro                   | 35        | 3         | 0       | 0      | —          | —          | —           | —           | —       | —      | 35      | 3      |
| Melfi               | Total         | Total                      | 104       | 7         | 0       | 0      | —          | —          | —           | —           | —       | —      | 104     | 7      |
| Empoli              | 2015–2016     | Serie A                    | 0         | 0         | 0       | 0      | —          | —          | —           | —           | —       | —      | 0       | 0      |
| Empoli              | Total         | Total                      | 0         | 0         | 0       | 0      | —          | —          | —           | —           | —       | —      | 0       | 0      |
| Pavia (împrumut)    | 2015–2016     | Lega Pro                   | 13        | 0         | 0       | 0      | —          | —          | —           | —           | —       | —      | 13      | 0      |
| Lucchese (împrumut) | 2016–2017     | Lega Pro                   | 38        | 2         | 0       | 0      | —          | —          | —           | —           | —       | —      | 38      | 2      |
| Lucchese (împrumut) | Total         | Total                      | 51        | 2         | 0       | 0      | —          | —          | —           | —           | —       | —      | 51      | 2      |
| Cosenza             | 2017–2018     | Serie C                    | 40        | 1         | 0       | 0      | 4          | 0          | —           | —           | —       | —      | 44      | 1      |
| Cosenza             | 2018–2019     | Serie B                    | 1         | 0         | 2       | 0      | 0          | 0          | —           | —           | —       | —      | 3       | 0      |
| Cosenza             | Total         | Total                      | 41        | 1         | 2       | 0      | 4          | 0          | —           | —           | —       | —      | 47      | 1      |
| Total carieră       | Total carieră | Total carieră              | 196       | 10        | 2       | 0      | 4          | 0          | —           | —           | —       | —      | 202     | 10     |

### Internațional
Începând cu data de 10 septembrie 2018
| Echipă națională | An    | Meciuri | Goluri |
| ---------------- | ----- | ------- | ------ |
| Albania          |       |         |        |
| 2018             | 1     | 0       |        |
| Total            | Total | 1       | 0      |